# Estadio Mar del Chaco
El Estadio Mar del Chaco (también conocido como Estadio de Atlántida o Estadio de Chaco'i) será un estadio de fútbol de Paraguay ubicado en la ciudad de Nueva Asunción, y es propiedad del Atlántida Sport Club, el cual hará de anfitrión en él.
Contará con una capacidad inicial para 7.000 espectadores, aunque en una segunda etapa se pretende ampliar su capacidad a 18.000 espectadores, y una vez inaugurado será el estadio de fútbol con mayor capacidad de la región Occidental del Paraguay, superando al estadio Facundo de León Fossati del Club 12 de Junio, el cual tiene una capacidad para 5.000 personas sentadas.
El predio contará con un campo de juego principal y varias canchas auxiliares que serán completamente de césped artificial, esto para ahorrar agua, un bien que es escaso en la región del Chaco Paraguayo, y también contará con un estacionamiento amplio para 2.000 vehículos.

## Origen del nombre
Recibe su nombre actual debido a que toda la región del Chaco (y parte de la Región Oriental) fue antiguamente un mar hace unos 400 millones de años, durante el periodo silúrico-devónico. Es decir, el actual suelo chaqueño, era el lecho marino, por ello aún se pueden hallar algunos vestigios como fósiles de animales invertebrados marinos y grandes depósitos subterráneos de agua salada en la zona.
Este hecho tiene cierto paralelismo con el origen del nombre del Club que proviene del mito de la Atlántida, una isla legendaria que supuestamente se encuentra perdida, porque se hundió en medio del mar hasta desaparecer por completo.

Vista aérea del predio.

Otro paralelismo se encuentra en la ubicación del estadio, ya que Nueva Asunción hasta hace muy poco era un municipio que sufría de inundaciones constantemente por las crecidas del río Paraguay, llegando a convertirse en un verdadero "mar" para sus habitantes, debido a que se encuentra en una zona baja cercana al río, pero esto cambió en los últimos años, ya que gracias a la construcción del Puente Héroes del Chaco y al desarrollo inmobiliario del distrito, se rellenaron la mayoría de las tierras para evitar más inundaciones.
Debido a todos estos paralelismos y similitudes es que el estadio recibió el nombre de Mar del Chaco.

## Historia
En el año 2001 el Atlántida Sport Club adquirió 50 hectáreas en Nueva Asunción (a 10 km de Asunción) con el objetivo de construir un estadio nuevo allí en el futuro. Pero esta construcción no se concretó inmediatamente porque el club pasó por muchos altibajos durante esos años.

Graderías del estadio desde afuera.

Recién dos décadas después, en septiembre del 2021 fue posible el inicio de este proyecto, aunque debido a las restricciones por la pandemia de Covid-19 y a otros contratiempos, la obra se retrasó un tiempo. En la actualidad la obra prosigue a un ritmo lento pero seguro, contando con un avance de más del 50%, con miras a finalizar la primera etapa para el año 2026.

Vista de las futuras canchas auxiliares al lado del estadio.